# Cảnh Cung
Cảnh Cung (chữ Hán: 耿恭, ? – ?) là tướng lãnh nhà Đông Hán trong lịch sử Trung Quốc.

## Xuất thân
Cung tự Bá Tông, người huyện Mậu Lăng, quận Phù Phong . Ông nội là Du Mi Liệt hầu Cảnh Huống. Cha là Trung lang tướng Cảnh Quảng, con trai thứ 4 của Huống. Bác là danh tướng Cảnh Yểm. 
Cung sớm mồ côi cha, tính khẳng khái nhiều mưu lược, có tài tướng soái. 

## Sự nghiệp
Mùa đông năm Vĩnh Bình thứ 17 (74), Kỵ đô úy Lưu Trương đi đánh Xa Sư, xin lấy Cung làm Tư mã. 3 cánh quân Hán của Trương cùng Phụng xa đô úy Đậu Cố và em họ Cung là Phò mã đô úy Cảnh Bỉnh (con Cảnh Quốc – anh ba của Cảnh Quảng) đánh bại và khuất hàng Xa Sư. Triều đình đặt quan Tây Vực đô hộ, Mậu, Kỷ hiệu úy, lấy Cung làm Mậu hiệu úy, đồn trú ở thành Kim Bồ thuộc bộ lạc của Xa Sư Hậu vương, Yết giả Quan Sủng làm Kỷ hiệu úy, đồn trú ở thành Liễu Trung thuộc bộ lạc của Xa Sư Tiền vương, mỗi đồn đều có vài trăm người.  
Cung đến nhiệm sở, truyền hịch cho Ô Tôn, tuyên bố oai đức của nhà Hán, từ Đại côn di trở xuống  đều vui mừng, sai sứ hiến ngựa tốt, còn dâng dụng cụ chơi cờ của công chúa thời Hán Tuyên đế, đồng ý cho con trai vào chầu. Cung bèn phái sứ giả tặng vàng, lụa, đón vương tử vào chầu. 
Tháng 3 ÂL năm sau (75), Bắc Hung Nô thiền vu sai Tả Lộc Lễ vương đem 2 vạn kỵ binh đánh Xa Sư. Cung sai tư mã đem 300 binh đi cứu, giữa đường bị kỵ binh Hung Nô giết sạch. Người Hung Nô giết Xa Sư Hậu vương An Đắc, rồi tấn công thành Kim Bồ. Cung lên thành chiến đấu, lấy thuốc độc sáp vào mũi tên, truyền lời cho người Hung Nô rằng: “Nhà Hán có thần mũi tên, ai bị thương ắt gặp việc lạ.” Rồi dùng nỏ cứng bắn ra. Người Hung Nô trúng tên, vết thương đều sôi trào, nên cả sợ. Gặp lúc trời nổi mưa bão, quân Hán đội mưa tấn công, giết địch rất nhiều. Người Hung Nô sợ hãi, nói với nhau: “Thần của lính Hán, thật đáng sợ đấy!” rồi cởi vây mà đi.  
Cung thấy bên cạnh thành Sơ Lặc có dòng suối nên vào tháng 6 ÂL , dẫn binh chiếm cứ nơi ấy. Tháng 7 ÂL, người Hung Nô lại tấn công, Cung đầu tiên chiêu mộ vài ngàn người xông ra, kỵ binh Hung Nô tan chạy, sau đó chẹn lấp dòng chảy dưới thành. Cung đào giếng ở trong thành, sâu 15 trượng không có nước, tướng sĩ khát mệt, vắt phân ngựa lấy nước ép mà uống. Cung ngửa mặt than rằng: “Xưa nghe Nhị sư tướng quân (tức Lý Quảng Lợi) rút bội đao đâm vào núi, nước suối chảy vọt ra; nay đức nhà Hán như thần minh, chẳng lẽ lại tuyệt đường ư!” rồi chỉnh đốn y phục mà lạy cái giếng, bảo tướng sĩ tiếp tục đào. Ít lâu sau, nước suối vọt ra, mọi người đều hô vạn tuế. Cung lệnh cho tướng sĩ khoe nước với địch, người Hung Nô thấy việc ngoài ý liệu, cho rằng thần minh làm, bèn bỏ đi.  
Bấy giờ Yên Kỳ, Quy Tư giết chết Đô hộ Trần Mục, Bắc Hung Nô cũng vây Quan Sủng ở Liễu Trung. Gặp lúc Hán Minh đế băng, triều đình không phát viện binh, Xa Sư lại nổi dậy, cùng người Hung Nô tấn công Cung; ông khích lệ mọi người chống địch. Tổ tiên phu nhân của Xa Sư Hậu vương là người Hán, thường ngầm thông báo tình hình Hung Nô với Cung, còn cấp cho lương thực nhu yếu. Mấy tháng sau, lương thực đã cạn, lính Hán bèn nấu áo giáp và cung nỏ, để ăn gân và da thú của những món đồ binh ấy. Cung cùng binh sĩ đối đãi với nhau chân thành, đồng sanh cộng tử, nên không ai sanh hai lòng. Thiền vu biết Cung đã khốn cùng, muốn ông đầu hàng, sai sứ chiêu dụ rằng: “Nếu hàng, sẽ phong làm Bạch Ốc vương, gả con gái làm vợ.” Cung bèn mời sứ giả lên thành, tự tay đâm chết, nướng chín ngay trên thành. Bộ hạ của hắn ta trông thấy thì gào khóc mà về. Thiền vu cả giận, thêm binh vây thành, nhưng không hạ được. 
Ban đầu, Quan Sủng dâng thư cầu cứu, Hán Chương Đế mới nối ngôi, giáng chiếu cho công khanh bàn bạc. Tư không Đệ Ngũ Luân cho rằng không nên cứu. Tư đồ Bảo Dục bàn rằng: “Nay sai người ta vào chốn nguy nan, lúc khẩn cấp thì bỏ rơi họ, ngoài sẽ buông thả thói hung bạo của Man Di, trong sẽ tổn thương những bề tôi vì quốc nạn. Cứ cho lúc này biên cương vô sự, Hung Nô nếu lại xâm phạm cướp bóc, bệ hạ làm sao sai tướng được nữa? Lại nói binh sĩ ở 2 bộ lạc (Xa Sư Tiền, Hậu) chỉ có vài mươi người, Hung Nô vây họ nhiều tuần không hạ nổi, chứng tỏ họ đã chiến đấu bằng tất cả chút sức lực ít ỏi vậy. Có thể lệnh cho thái thú của Đôn Hoàng, Tửu Tuyền đều đem 2000 kỵ binh tinh nhuệ, dựng nhiều cờ xí, đem ngày đi tắt, gấp gáp đến nơi. Hung Nô đều là binh sĩ mệt mỏi, ắt không dám chống lại, trong khoảng 40 ngày, là đủ để đi – về.” Đế đồng ý, bèn lấy Chinh tây tướng quân Cảnh Bỉnh đồn trú Tửu Tuyền, coi việc thái thú; sai Tửu Tuyền thái thú Đoàn Bành  cùng Yết giả Vương Mông, Hoàng Phủ Viên phát binh của 3 quận Trương Dịch, Tửu Tuyền, Đôn Hoàng và nước Thiện Thiện, tập hợp hơn 7000 người. 
Tháng giêng ÂL năm Kiến Sơ đầu tiên (76), bọn Đoàn Bành hội quân ở Liễu Trung, đánh Xa Sư, tấn công thành Giao Hà, chém 3800 thủ cấp, bắt sống hơn 3000 người, 37000 đầu lạc đà, lừa, ngựa, bò, dê. Bắc Hung Nô sợ chạy, Xa Sư lại hàng. Bấy giờ Quan Sủng đã mất, chư tướng muốn quay về. Trước đó Cung sai Quân lại Phạm Khương đến Đôn Hoàng nhận áo rét của binh sĩ, nhân đó theo bọn Đoàn Bành đi cứu viện. Nay Khương cố xin đón Cung, chư tướng đều không dám tiến, bèn chia cho Khương 2000 người. Khương theo sườn bắc núi lên đường, gặp tuyết dày hơn trượng, chỉ một ít người có thể đến nơi. Người trong thành vào ban đêm nghe tiếng binh mã, cho rằng Hung Nô đến, nên cả sợ. Khương vẫy gọi rằng: “Tôi là Phạm Khương đây. Nhà Hán sai quân đến đón hiệu úy đấy.” Người trong thành đều hô vạn tuế. Thành mở cửa, mọi người ôm nhau mà chảy nước mắt. Hôm sau, họ cùng nhau quay về. Quân Hung Nô đuổi theo, quân Hán vừa đánh vừa đi.  
Tướng sĩ ở Sơ Lặc vốn đói mệt, khi rời thành có 26 người, trên đường lần lần chết đi, vào tháng 3 ÂL đến được Ngọc Môn quan, chỉ còn 13 người. Bọn Cung áo quần rách rưới, dáng vẻ tiều tụy. Trung lang tướng Trịnh Chúng giúp mọi người tắm rửa, đổi mũ áo.  
Khi Cung đến Lạc Dương, được bái làm Kỵ đô úy. Triều đình lấy tư mã của Cung là Thạch Tu làm Lạc Dương thị thừa, Trương Phong làm Ung doanh tư mã, Quân lại Phạm Khương làm Cộng huyện thừa, còn lại 9 người đều được bổ vào Vũ lâm quân. Trước đó mẹ của Cung mất, đến nay ông về, bắt đầu chịu tang, có chiếu sai Ngũ quan trung lang tướng ban bò, rượu, ép ông cởi áo tang, quay lại làm việc. 
Năm sau (77), Cung được thăng làm Trường Thủy hiệu úy. Cùng năm, người Khương ở Kim Thành, Lũng Tây nổi dậy, Cung dâng sớ trình bày phương lược, triều đình giáng chiếu gọi ông vào chầu để hỏi tình hình. Tháng 8 ÂL, triều đình sai Cung đem 3000 lính của Bắc quân 5 Hiệu (Việt Kỵ, Đồn Kỵ, Bộ Binh, Trường Thủy, Xạ Thanh) cùng lính bắn cung của các quận, cả thảy 3 vạn người theo Xa kỵ tướng quân Mã Phòng (con trai thứ của Mã Viện, anh trai của Mã thái hậu) trấn áp. Quân Hán bèn tiến đánh hơn 5 vạn liên quân người Khương đang vây Nam bộ đô úy ở Lâm Thao, đại phá địch, giết hơn 4000 người, giải vây cho Lâm Thao. Trong hơn 5 vạn người ban đầu, có hơn 2 vạn người Khương đóng đồn ở Vọng Khúc cốc tiếp tục kháng cự, còn lại đều xin hàng.   Cung đóng đồn ở Phu Hãn, nhiều lần cùng người Khương giao chiến. 
Mùa xuân năm sau (78) , quân Hán tấn công liên quân người Khương, đại phá địch. Một trong những thủ lãnh trọng yếu của liên quân, tù trưởng bộ lạc Phong Dưỡng Khương là Bố Kiều đem hơn vạn người ra hàng; triều đình giáng chiếu gọi Phòng trở về , giữ Cung ở lại tiếp tục đánh dẹp những bộ lạc chưa chịu thần phục. Cung bắt được hơn ngàn người, thu bò, dê hơn 4 vạn con, khiến Lặc Tả, Thiêu Hà 13 bộ lạc đem vài vạn người đến chỗ Cung xin hàng.  
Ban đầu, Cung đi Lũng Tây, dâng lời tiến cử Đậu Cố cầm binh thay cho Mã Phòng, chọc giận Phòng. Đến nay Phòng về triều, Giám doanh yết giả Lý Đàm theo ý của Phòng, tâu rằng Cung không lo việc quân, bất mãn triều đình. Cung bị gọi về triều, kết tội hạ ngục, sau đó chịu miễn quan.  
Cung mất ở nhà, không rõ khi nào. 

## Hậu duệ
- Con là Cảnh Phổ (? – 115), được làm đến Kinh Triệu Hổ nha đô úy. Thời Hán An đế, Phổ trấn áp người Khương nổi dậy ở thành Đinh Hề, thất bại nên tử trận. Con là Hoành, Diệp. [1]
- Cháu nội là Cảnh Hoành, Cảnh Diệp. Sau cái chết của Phổ, triều đình bái Hoành, Diệp làm Lang. Diệp được làm đến Độ Liêu tướng quân. [1]

## Đánh giá
Trung lang tướng Trịnh Chúng dâng sớ nói: “Cảnh Cung đem cánh binh đơn lẻ giữ tòa thành cô độc, chống lại những cuộc tấn công của Hung Nô, đối mặt với lực lượng vài vạn người, kéo dài hàng tháng đến sang năm, ý chí và sức lực đều cạn kiệt. Đục núi làm giếng, nấu nỏ làm lương, mở ra cái hy vọng trong muôn chết không có một sống. Trước sau sát thương bọn giặc hàng ngàn hàng trăm tên, rốt cục giữ vẹn sự trung dũng, không để Đại Hán chịu sỉ nhục. Tiết nghĩa của Cung, xưa nay chưa từng có. Nên được nhận tước ban thưởng, để khích lệ tướng soái.” 
Tư đồ Bảo Dục tâu tiết tháo của Cung hơn cả Tô Vũ, nên được nhận tước ban thưởng. 
Phạm Diệp bàn rằng: “Tôi mới đọc Tô Vũ truyện (trong Hán thư), cảm động việc ông ấy khoác lông thú nơi bờ biển, không để Đại Hán chịu sỉ nhục. Về sau xem chuyện Cảnh Cung giữ Sơ Lặc, bùi ngùi chẳng nhận thấy nước mắt chảy từ đâu ra. Than ôi, xem việc nghĩa trọng yếu hơn sanh mệnh, làm sao mới được như vậy! Xưa Tào tử uy hiếp con tin ở hội Kha , Tương Như thể hiện oai phong ở Hà Biểu , đều là việc quyết đoán mà làm trong một lúc, khác hẳn việc bước vào vùng đất của trăm phần phải chết. Đành rằng hai triều Hán ban cho họ tước vị cao, xá tội 10 đời. Nhưng Tô không thể truyền ơn vua cho con trai , Cung cuối cùng phải ngồi tù. Đọc lại bài văn Rồng Rắn , đành phải than thở.” 

## Di chỉ liên quan
Ngày 9/5/2020, các nhà khảo cổ thuộc Sở nghiên cứu, khảo cổ văn vật Tân Cương công bố đã xác định được vị trí của thành Sơ Lặc mà Cảnh Cung từng cố thủ, nay thuộc huyện Kỳ Đài, châu tự trị dân tộc Hồi Xương Cát, khu tự trị Tân Cương. 